# Real Betis (női csapat)
A Real Betis sportegyesülete 2011-ben bővítette a klub részlegeit női labdarúgó szakosztállyal. A sevillai klub a 2016–17-es bajnokság óta a Primera División tagja.

## Klubtörténet
A klub 2011-ben társult az Azahar CF női csapatával.

## Játékoskeret
2021. január 24-től
| #  |     | Poszt | Név              |
| -- | --- | ----- | ---------------- |
| 1  | FRA | K     | Méline Gérard    |
| 13 | USA | K     | Emily Dolan      |
| 3  | ESP | V     | Andrea Medina    |
| 4  | ESP | V     | Ana González     |
| 11 | ESP | V     | Nuria Ligero     |
| 19 | EQG | V     | Dorine Chuigoué  |
| 20 | AZE | V     | Marta Perarnau   |
| 21 | ESP | V     | Paula Perea      |
| 28 | ESP | V     | Maria Valle      |
| 29 | ESP | V     | Victoria Benitez |
| 5  | ESP | KP    | Laura González   |
| 6  | ESP | KP    | Eva Llamas       |
| 7  | ESP | KP    | Ana Hernández    |

| #  |     | Poszt | Név            |
| -- | --- | ----- | -------------- |
| 17 | ESP | KP    | Rosa Márquez   |
| 22 | ESP | KP    | Ángela Sosa    |
| 24 | ESP | KP    | Irati Real     |
| 27 | ESP | KP    | Marina Rivas   |
| 30 | ESP | KP    | Bianca Muñoz   |
| 8  | ESP | CS    | Aixa Salvador  |
| 9  | VEN | CS    | Oriana Altuve  |
| 10 | ESP | CS    | Mari Paz Vilas |
| 12 | ESP | CS    | Bea Parra      |
| 14 | ESP | CS    | Rosa Otermín   |
| 16 | CMR | CS    | Michaela Abam  |
| 23 | ESP | CS    | Lucía Méndez   |